# 日本スポーツ仲裁機構
公益財団法人日本スポーツ仲裁機構（にほんスポーツちゅうさいきこう、Japan Sports Arbitration Agency、JSAA）は、日本においてスポーツに関する紛争の解決を行う機関。スポーツ法学の研究、一般への啓発活動も行っている。
2003年4月、日本オリンピック委員会(JOC)によって設置された。機構長（代表理事）は沖野眞已東京大学大学院法学政治学研究科教授。元スポーツ選手を含むスポーツ団体関係者や弁護士が理事に就任している。

## 歴史
1999年12月、スポーツでの紛争解決のための機関の設置を目的として日本オリンピック委員会の研究会「スポーツ仲裁研究会」が設置される。機関設置のための具体的な準備として報告書の提出などを同研究会で行い、2001年には現在の日本スポーツ仲裁機構設置についての提言をまとめ、本格的な創設準備が進められた。2003年の設置後は日本国内でのドーピング紛争などの仲裁、調停を主たる活動としている。2009年4月に一般財団法人化し、2013年4月に内閣総理大臣から公益認定を受け公益財団法人となった。

## 仲裁手続
日本スポーツ仲裁機構には4つの仲裁手続があり、対象とする紛争、当事者、手続費用に違いがある。
- スポーツ仲裁規則
- ドーピング紛争に関するスポーツ仲裁規則
- 特定仲裁合意に基づくスポーツ仲裁規則
- 加盟団体スポーツ仲裁規則

### スポーツ仲裁
スポーツ仲裁規則によるスポーツ仲裁は、日本オリンピック委員会（JOC）、日本スポーツ協会（JSPO）、日本パラスポーツ協会（JPSA）、各都道府県スポーツ（体育）協会及びその加盟もしくは準加盟又は傘下の団体を対象とした制度である。

#### 仲裁合意
仲裁制度は当事者の合意を基礎とする自主的な紛争解決制度であり、当事者双方がその争いの解決を日本スポーツ仲裁機構のスポーツ仲裁パネルに付託（依頼）する合意（仲裁合意）が必要である。
仲裁合意は、紛争発生後に個別に当事者双方が合意を行う場合と、あらかじめ競技団体の規則に定めておく場合（自動受諾条項または自動応諾条項という）がある。
スポーツ仲裁自動受諾条項の採択状況は、統括団体3団体（JOC、JSPO、JPSA）のほか、JOC加盟団体・承認団体等が60団体、JSPO加盟中央競技団体・関係スポーツ団体・準加盟団体10団体、JSPO加盟団体等（都道府県協会）35団体、JPSA加盟団体等27団体となっている（2021年7月6日現在）。
JOCは加盟団体規定で日本スポーツ仲裁機構（JSAA）の仲裁に応じることを義務づけている。日本バドミントン協会は2021年5月に自動応諾条項から離脱して、競技者などから申し立てられた仲裁を拒否できる状態になっていたが、2022年10月27日の理事会で自動応諾条項に復帰した。

#### 申立事例
- 2004年、日本馬術連盟のアテネオリンピック代表の選考を不服として加藤麻理子選手が申し立てをした。申し立ては棄却されたが、訴訟の一部負担として日本馬術連盟に計55万円の支払いを勧告した。
- 2008年、日本カヌー連盟の北京オリンピック代表の選考を不服として、女子選手が申し立てをしたが棄却された。
- 2011年、日本ボート協会のロンドンオリンピック代表の選考の方法は著しく不公正な方法によるものであった事を理由に武田大作選手が仲裁を申請、JSAAは日本代表クルーの内定（2011年11月24日内定、2011年11月29日発表）を取り消しを認めた。

### 特定仲裁合意に基づくスポーツ仲裁
特定仲裁合意に基づくスポーツ仲裁規則による仲裁手続は、スポーツ仲裁規則による仲裁の対象とならない団体・個人との間の仲裁手続で、競技団体に限らずスポーツに関する紛争であれば仲裁の対象にすることができる。

## 調停手続
日本スポーツ仲裁機構には特定調停合意に基づくスポーツ調停（和解あっせん）規則があり同規則に基づく調停手続も設けられており、公正中立な専門家が助言等を行い、当事者が和解を求めて話し合いをする手続である。なお、競技中になされた審判の判定や、競技団体が下した懲罰処分については、その事実を確認する場合を除いて対象外とされている。

### 調停合意
スポーツ調停の場合も当事者双方がその争いを調停により解決する合意（調停合意）が必要である。

### 申立事例
- 2014年、2013年に開かれた第92回全国高校サッカー選手権滋賀県大会で誤審が疑われる判定が相次いだとして、県内の高校サッカー関係者2人が県高校体育連盟を相手に、調停を申し立てた[6]。